# Yeo Gek Huat
Yeo Gek Huat (1931) è un ex cestista singaporiano.

## Carriera
Con Singapore ha disputato i Giochi olimpici di Melbourne 1956.